# 香港中文大学（深圳）经管学院
香港中文大学（深圳）经管学院（英語：School of Management and Economics of The Chinese University of Hong Kong, Shenzhen，简称港中大（深圳）經管學院，英文简称SME），为香港中文大學（深圳）的隶属学院之一，成立于2014年，是该校创办的首个学院。该院是香港中文大學商學院（以下简称“中大商学院”）的一員，在「一個品牌，兩個校園」的理念下，經管學院傳承中大商學院備受推崇和嚴格的學術和教學標準，立足深圳，旨在培養「具有創新精神、前瞻性思維、國際視野和有原則的領袖，為珠江三角洲和整個中國的社會和經濟發展作出貢獻」。
港中大（深圳）经管学院现开设有经济学、会计学、金融学、国际商务、金融工程和市场营销6个本科学系，另设有研究生项目。

## 历史
经管学院于2014年成立，首次开设有市场营销、国际商务、市场学三个专业，并于同年启动招生。2014年9月，香港中文大学（深圳）面向中国17个省、市招收首批本科生共310名，均由经管学院录取。

## 關聯機構
- 深圳高等金融研究院
- 深圳数据经济研究院